# 木下剛 (ラグビー選手)
木下 剛（きのした つよし、1975年7月5日 - ）は、日本の元アメリカンフットボール・元ラグビー選手。

## プロフィール
- 大阪府出身[1]。
- ラグビー時代のポジションはロック(LO)。
- アメリカンフットボール時代のポジションはTE、FB[2]。
- 身長 185cm、体重 111kg
- 日本代表キャップは2。

## 略歴
1994年、東海大仰星高校卒業後、京都産業大学に入る。
1998年、京都産業大学卒業後、NEC（現・NECグリーンロケッツ）に加入。
2010年、NECグリーンロケッツを退団し、Xリーグのオービックシーガルズに加入してアメフト選手に転向した。
2013年、現役を引退した。